# Rav Houna
Rav Houna (hébreu : רב הונא, circa 215-297) est un docteur du Talmud babylonien de la deuxième génération dont il est l’un des principaux dirigeants.
Principal élève de Rav, il lui succède à la tête de l’académie de Soura qu’il dirige pendant quarante ans, formant des centaines de disciples dont beaucoup s’illustrent dans la troisième. Compté parmi les « pieux de Babylone, » sa renommée arrive jusqu’en terre d’Israël, et nombre de ses opinions ou enseignements sont consignés, outre le Talmud de Babylone, dans le Talmud de Jérusalem et, partant, le Midrash.

## Éléments biographiques
Rav Houna naît à Drouqarat, identifiée à Tikrit. Il était, selon Sherira Gaon, de la famille de l’exilarque et pourrait être le petit-fils de Rav Houna Qama (he), exilarque de Babel à l’époque de Juda le Prince. On le dit cependant si pauvre qu’il aurait mis sa ceinture en gage pour acheter du vin afin de consacrer le sabbat (TB Meguila 27b), encore que cette pauvreté puisse résulter de sa piété car il préfère travailler la terre que tirer sa subsistance de son étude de la Torah, et sera puiseur d’eau alors qu’il aura déjà accédé au statut de juge rabbinique (TB Meguila 28a & Ketoubot 105a). Cependant, Rav le comblera de tant de présents que le mariage de son fils Rabba (he) sera célébré avec faste (TB Meguila 27b), et que le Talmud rapportera  qu’il possède de nombreux troupeaux laissés à la bonne garde de sa femme (TB Baba Qama 80a) et voyage sur ses vieux jours dans une litière dorée mais il sera connu pour sa générosité envers les pauvres et petites gens (TB Taanit 20b). Le Talmud relate encore qu’il possède un vignoble et une grande cave mais le vin tourne car il refuse de payer son vigneron, estimant que celui-ci a perçu plus que son salaire en volant les brindilles pour lui ; lorsqu’il acceptera de le payer, un miracle aura lieu — certains disent que le vinaigre redevint vin, d’autres que le vinaigre fut tellement demandé qu’il put le vendre au prix du vin (TB Berakhot 5b).

## Enseignements
Rav Houna est cependant connu avant tout pour sa sagesse : ayant étudié auprès des deux piliers de la génération précédente, Rav et Shmouel, il acquiert une érudition que Rava souhaiterait posséder (TB Moed Qatan 28b) et un tel statut que Rav Ami et Rav Assi, prêtres de leur état, renoncent devant lui au privilège de lire le premier passage de la Torah lors des fêtes et sabbats (TB Meguila 22a & Guittin 59b). Successeur désigné de Rav à la tête de l’école de Soura, il attend cependant la mort de Shmouel pour revendiquer son poste. Il transforme alors l’école (sidra) en une véritable académie (metivta), et sera le premier à porter le titre de Resh Metivta ; chacun de ces cours rassemble 800 étudiants dont il pourvoit aux besoins à ses frais, et le nuage de poussière qu’ils soulèvent à la fin des leçons aurait obscurci les cieux jusqu’en terre d’Israël (TB Ketoubot 106a). Ses connaissances ne s’arrêteraient pas au droit talmudique : on le crédite d’un remède contre la tuberculose à base de sept cendres de sept fours et sept poils de barbe de vieux chien (TB Shabbat 66-67).